# جیووانا فلچر
جیووانا فلچر به انگلیسی(Giovanna Fletcher) زاده انگلستان ؛(متولد۲۹ ژانویه ۱۹۸۵) نویسنده، بازیگر زن، وبلاگ نویس و مجری انگلیسی است. از مارس ۲۰۱۹، او مجموعه باشگاه کودکان را در CBeebies را ارائه داده‌است. در نوامبر سال ۲۰۲۰، تأیید شد که او در سری بیستم فیلم «من یک مشهور هستم» … مرا از اینجا بیرون کن! شرکت خواهد کرد

## اوایل زندگی
فالکون در اسکس انگلستان متولد شد. برادرش ماریو فالکون یک شخصیت تلویزیونی انگلیسی است که بیشتر بخاطر حضور در برنامه نیمه واقعیت ITV2 The Only Way Is Essex شناخته می‌شود. وی در مدرسه هنرهای نمایشی، مدرسه تئاتر سیلویا یانگ در لندن و سپس کالج تئاتر و نمایش رز برفورد تحصیل کرد. [۱]

## حرفه

### کار تلویزیون و فیلم
فلچر چندین بار روی صحنه بوده‌است، از جمله نقشی بدون اعتبار در قایقی که تکان خورد، به عنوان مهمان در زنان رها و به عنوان یک رقیب در All Star Mr. و اخیراً به عنوان مجری The Baby Club در CBeebies حضور داشته‌است. وی از سال ۲۰۱۵ در برنامه تلویزیونی صبحگاهی لورین ITV حضور داشته‌است، از جمله ارائه بخشی برای نمایشی بنام Take 5 حضور داشته‌است.

### نویسندگی
کار نویسندگی فلچر با یک پروژه طنز منتشر نشده با عنوان دوست یابی با مک فلای مخصوص آدمک هاست آغاز شد. قبل از نویسندگی، فلچر برای چندین مجله نویسنگی کرد، از جمله تجربه کار در Heat، جایی که برای وب سایت آنها نقد کتاب نوشت و برای مجله Blissکار آموزی کرد. فلچر همچنین در مجله Recognize (مجله تشخیص) کار می‌کرد او همچنین دارای یک وبلاگ در وب سایت مجله! Hello است.
فلچر از طریق وبلاگ نویسی و کار خود در زمینه نقد و بررسی کتاب، با نویسندگان و افراد ادبی در رویدادهای کتاب ارتباط برقرار کرد. در یکی از این وقایع بود که فلچر با رمان‌نویس، دوروتی کومسون صحبت کرد و همین مکالمه محوری بود که فلچر را به نوشتن کتابی از خودش ترغیب کرد. اولین رمان فلچر، بیلی و من، در ماه مه (May) سال ۲۰۱۳ منتشر شد و پس از آن (تو کسی هستی که می‌خواهم)در مه ۲۰۱۴.یک رؤیای کوچک در ژوئن ۲۰۱۵ منتشر شد و رمان چهارم، همیشه با عشق همیشه در ژوئن ۲۰۱۶ دنبال شد. در سال ۲۰۱۷، او اولین کتاب غیر داستانی خود را با نام مادر خوشبخت، کودک خوشبخت: ماجراهای من در مادرانه منتشر کرد .

### موسیقی
فلچر در چندین اجرای یوتیوب، که برای شوهرش، تام، کانال یوتیوب ارسال شده‌است، در اجراهای موسیقی آواز خوانده‌است. وی در مجموعه ای به نام "Me & Mrs. F" (من و خانم F) کاورهای دونوازی را اجرا کرده‌است، که آهنگ‌هایی از جمله "How Do You مثل تخم مرغ‌های شما در صبح" ، [۶] "این من نیست عزیزم" ، [۷] "عشق" را پوشش می‌دهد ، [۸] "تو واقعاً مرا گرفتی" ، [۹] "رودخانه ماه" ، [۱۰] "عشق در رادیو است" ، [۱۱] و "امشب تو به من تعلق داری". [۱۲] بیشتر این جلدها هرکدام بیش از نیم میلیون بازدید دارند که "عشق در رادیو است" طی ۳ سال ۱٫۸ میلیون بازدید داشته‌است.
او در دسامبر ۲۰۱۶ او اولین کنسرت حرفه ای خود را برگزار کرد، و در صحنه در West End لندن در کارول کریسمس آلن منکن در تئاتر لیسوم آواز خواند. در دسامبر ۲۰۱۷، او در تولید موسیقی رمان شوهر تام فلچر The Christmasaurus در کنار تام، کری هوپ فلچر، هری جاد و مت ویلیس بازی کرد.

## زندگی شخصی
اودر ۱۸ آوریل ۲۰۱۱، با تام فلچر نامزد شد. تام فلچر از او در مدرسه تئاتر یونگ سیلویا که اولین بار در ۱۳ سالگی با یکدیگر دیدار کردند خواستگاری کرد. در ۲۹ اکتبر ۲۰۱۳ در کانال یوتیوب وی اعلام شد که این زوج در انتظار فرزند اول خود هستند، با یک ویدیو با عنوان، ما چند خبر داریم … در ۱۳ مارس ۲۰۱۴، پسر آنها، Buzz Michelangelo Fletcher (باز ماکل انجلو فلچر)، متولد شد. در ۳ سپتامبر ۲۰۱۵، آنها اعلام کردند که در انتظار فرزند دوم خود هستند. در ۱۶ فوریه ۲۰۱۶، پسر دوم آنها بادی باب فلچر متولد شد. در ۳ مارس ۲۰۱۸، آنها اعلام کردند که در انتظار فرزند سوم هستند. در ۲۴ اوت ۲۰۱۸، آنها از پسر سوم خود به نام Max Mario Fletcher (ماکس ماریو فلچر) استقبال کردند.

## فهرست کتاب‌ها
- فلچر، جیووانا (۲۰۱۳). من و بیلی. (کتاب شماره ۱ و بیلی و من) لندن: پنگوئن.شابک ‎۱۲۵۰۰۷۷۱۲۵
- فلچر، جیووانا (۲۰۱۴). تو کسی هستی که من می‌خواهم لندن: پنگوئن.شابک ‎۱۴۰۵۹۰۹۹۷۸شابک 1405909978
- فلچر، جیووانا (۲۰۱۴). کریسمس با بیلی و من. (کتاب سری بیلی و من شماره ۱٫۵) لندن: پنگوئن.شابک ‎۹۷۸۰۷۱۸۱۸۰۴۵۴شابک 9780718180454
- فلچر، جیووانا (۲۰۱۵). یک رؤیای کوچک رؤیا (کتاب شماره ۱ رؤیای یک رؤیای کوچک). لندن: پنگوئن.شابک ‎۹۷۸۱۴۰۵۹۲۵۸۷۷شابک 9781405925877
- فلچر، جیووانا (۲۰۱۵). رؤیای کریسمس کوچک را ببینید (کتاب مجموعه رؤیای کوچک شماره ۱٫۵). لندن: پنگوئن.شابک ‎۱۴۰۵۹۱۹۱۶۷شابک 1405919167
- فلچر، جیووانا (۲۰۱۶). همیشه با عشق (کتاب شماره ۲ بیلی و من) لندن: پنگوئن.شابک ‎۱۴۰۵۹۱۹۱۸۳شابک 1405919183
- فلچر، جیووانا (۲۰۱۷). مادر مبارک، عزیزم مبارک: ماجراهای من در مادرانه. لندن: Coronet.شابک ‎۱۴۷۳۶۵۱۲۰۴شابک 1473651204
- فلچر، جیووانا (۲۰۱۷). نوعی شگفت‌انگیز لندن: پنگوئن.